# IC 2017
IC 2017 ist eine interagierende Linsenförmige Galaxie Galaxie vom Hubble-Typ S0 im Sternbild Reticulum am Südsternhimmel. Sie ist schätzungsweise 239 Millionen Lichtjahre von der Milchstraße entfernt und hat einen Durchmesser von etwa 75.000 Lichtjahren.

Im selben Himmelsareal befindet sich u. a. die Galaxie IC 2022.
Das Objekt wurde am 8. Dezember 1899 vom US-amerikanischen Astronomen DeLisle Stewart entdeckt.